# South La Paloma (Teksas)
South La Paloma je naseljeno mjesto za statističke potrebe u američkoj saveznoj državi Teksas. Prema popisu stanovništva iz 2010. u njemu je živjelo 345 stanovnika.